# Fuerzas de Defensa de Panamá
Las Fuerzas de Defensa de Panamá (FFDD), anteriormente Guardia Nacional de Panamá, fueron las fuerzas armadas de la República de Panamá desde 1968 hasta 1989. Desde su comienzo, ya existían como la Guardia Nacional de Panamá, la cual era una policía militar y tras la muerte del general Omar Torrijos, es reformada como las Fuerzas de Defensa de Panamá en el año 1983, con la idea de convertir a la policía militar en un ejército convencional, bajo decreto del general Manuel Antonio Noriega y su Estado Mayor. Las Fuerzas de Defensa de Panamá fueron desmanteladas por las Fuerzas Armadas de los Estados Unidos tras la invasión estadounidense de Panamá de 1989.
Desde 1990 el organismo sucesor de las Fuerzas de Defensa de Panamá son las Fuerzas Públicas de Panamá.

## Historia

### Antecedentes

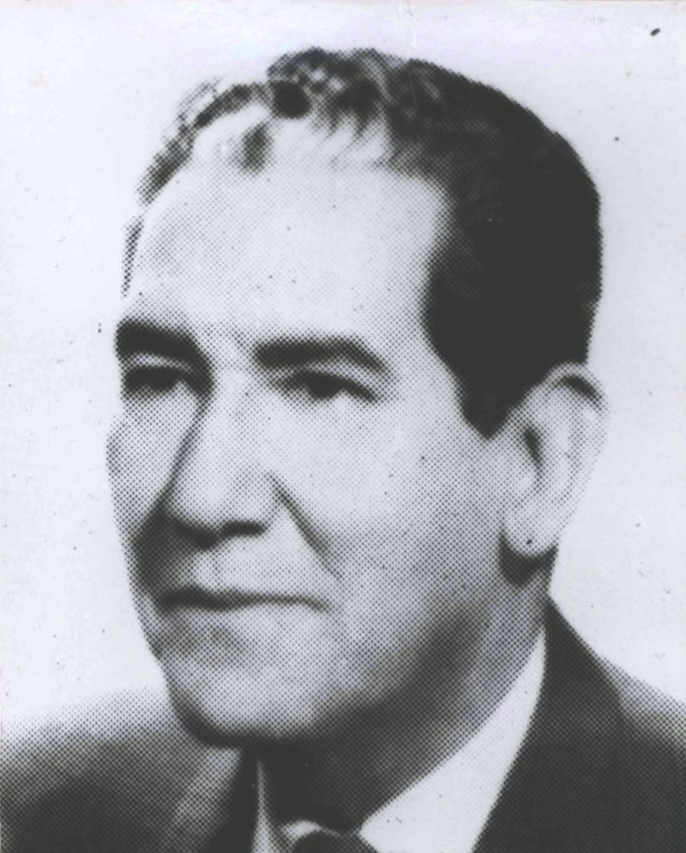
Presidente Arnulfo Arias en 1968.

Antes del golpe de Estado en Panamá de 1968 que derrocó al presidente Arnulfo Arias Madrid, la policía militar se denominaba Guardia Nacional. Desde los años 1950 y bajo el mando del coronel y presidente José Antonio Remón Cantera —asesinado en 1955—, este negoció con el presidente estadounidense Dwight D. Eisenhower temas de soberanía y defensa del Canal de Panamá, obteniendo un importante equipamiento para la policía y la Guardia Nacional, así como el adiestramiento de pilotos en Colombia y oficiales en la Academia Militar de los Estados Unidos. En 1964, la Guardia Nacional de Panamá evitó tener conflicto con las Fuerzas Armadas de los Estados Unidos en el Día de los Mártires, manteniéndose acuartelada. En 1968, tras el triunfo de Arnulfo Arias en las elecciones y a pocos días de la juramentación del mismo, se produjo una reunión entre Arias y los altos oficiales de la Guardia Nacional, el general Vallarino, los coroneles Pinilla y Urrutia y el teniente coronel Torrijos, para acordar la jubilación de Vallarino, a cambio Arias respetaría la ley del escalafón.
El presidente Arnulfo Arias Madrid asumió el 1 de octubre de 1968, el día 10 de octubre se realizó la ceremonia de jubilación del general Bolívar Vallarino, comandante saliente de la Guardia Nacional e inesperadamente la jubilación forzada del coronel José María Pinilla Fábrega comandante entrante, siendo nombrados el Coronel Bolívar Urrutia como comandante jefe y el teniente coronel Aristides Hassán, 2do comandante en jefe de la Guardia Nacional, así como una serie de cambios bruscos y traslados los cuales violaban la ley del escalafón y el acuerdo llegado entre el presidente  Arias y los altos mandos de la Guardia Nacional.

### Golpe de Estado de 1968 y Guardia Nacional
En respuesta a ello el día 11 de octubre el Mayor Boris Martínez jefe de la zona militar de Chiriquí y el teniente coronel Omar Torrijos Herrera, que hasta el momento fungía como Secretario Ejecutivo de la comandancia de la Guardia Nacional comandaron el golpe de Estado militar contra el presidente Arias Madrid, los líderes golpistas le ofrecieron la presidencia a Ricardo J. Alfaro y a Raúl Arango, quien al momento del golpe era el vicepresidente de la república y comandante del Benemérito Cuerpo de Bomberos de Panamá los cuales declinaron la oferta de los militares, por lo cual decidieron crear la Junta Militar de Gobierno que estuvo encabezada  por los Coroneles José María Pinilla y Bolívar Urrutia. Se suprimieron todas las libertades y derechos políticos de la ciudadanía panameña, se derogó la Constitución de 1946 y se iniciaron grandes transformaciones de orden político y social en la nación panameña. Durante este tiempo hubo movimientos de guerrilla en la urbe y en el interior del país por parte de la izquierda panameña y de los simpatizantes del derrocado presidente Arias Madrid. También hubo actos bélicos y de sabotaje contra el gobierno y la Guardia Nacional, se censuró fuertemente la libertad de expresión mediante el cierre de diarios. Se desarrolló la emisión de panfletos y escritos clandestinos. El 24 de febrero de 1969 él Coronel Torrijos con un grupo de oficiales que respaldaban en una maniobra como parte de las luchas intestina aturden al Coronel Boris Martínez y lo mandan en un avión a Miami como agregado militar lo cual rechazó y no volvió más a tener nexos con los militares quedándose a vivir allá como asilado.
Para diciembre de 1969 mientras el ya General Omar Torrijos asistía a una competencia hípica la cual le había invitado su amigo el empresario Fernando Eleta Almarán, una conspiración compuesta por los Coroneles José María Pinilla, Bolívar Urrutia, Amado Sanjur, intentan derrocarlo, pero a Torrijos lo apoya el entonces Mayor Manuel Antonio Noriega que fungía como jefe de la zona militar de Chiriquí, recibiéndole en la noche del 16 de diciembre de 1969, siendo denominado este día como el Día de la lealtad, una vez el General Torrijos ingresa por Chiriquí una caravana entre militares y civiles que lo apoyaban la cual crecía a medida que avanzaba lo acompañó desde Chiriquí, hasta la presidencia de la república lo cual echó por tierra todo intento de golpe, consolidando definitivamente a Omar Torrijos en el poder, La Guardia Nacional logró aplastar totalmente todo tipo de movimiento de oposición hacia 1970.

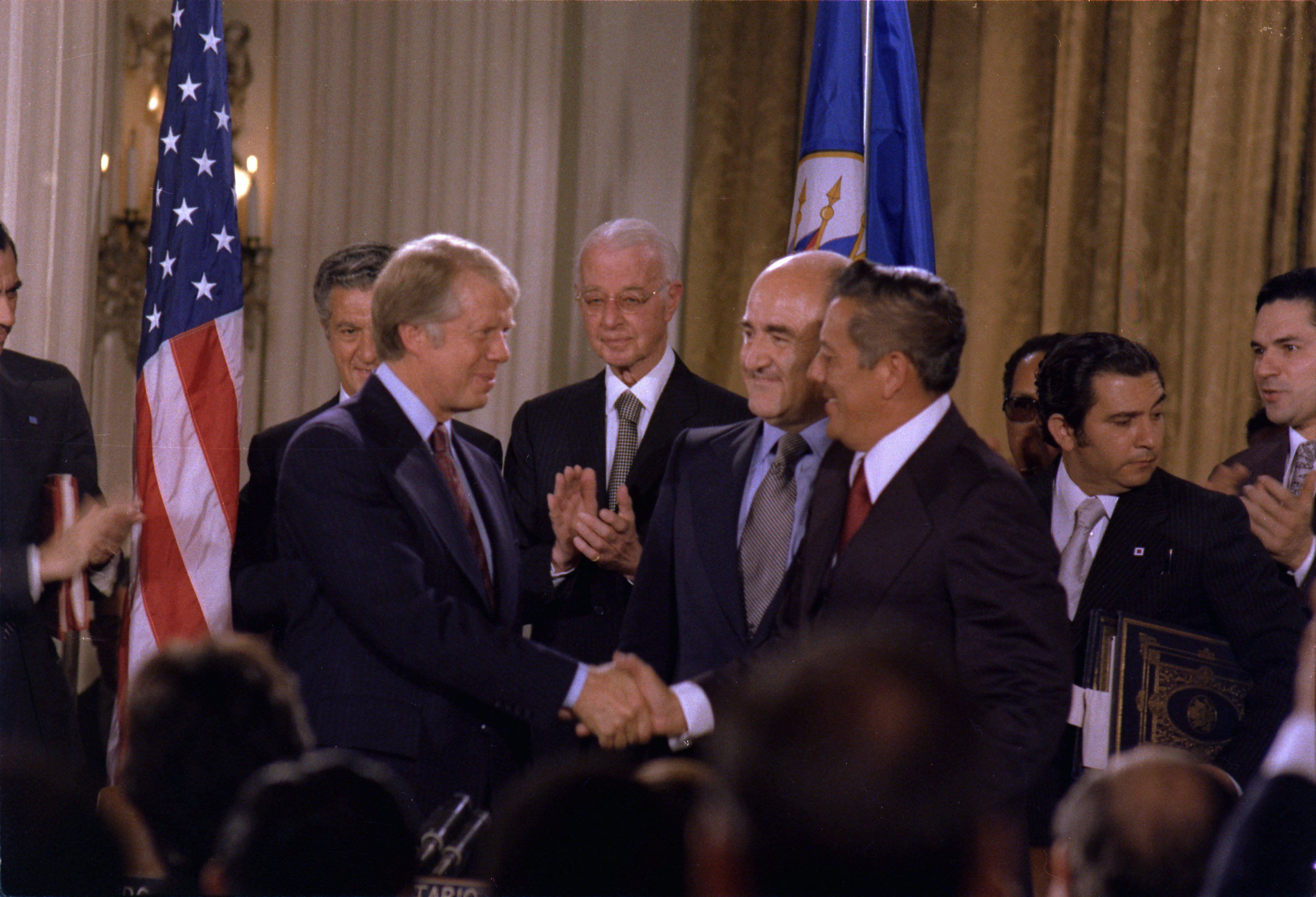
El Presidente estadounidense Jimmy Carter y el Jefe del Gobierno panameño Omar Torrijos después de firmar los tratados Torrijos-Carter.

Sofocado todo tipo de movimiento de oposición el ya general Omar Torrijos Herrera tomó el control y estableció en 1972 una Asamblea Nacional de Representantes, que enseguida le nombró "Máximo Jefe de Estado de la Revolución Panameña". Este cuerpo militar estableció un sistema de reivindicación nacionalista, al cual se unió parte del sector privado, y el país atravesó un periodo de transformaciones sociales y culturales, con la recuperación del Canal de Panamá como objetivo primordial de Torrijos, y la creación del partido oficialista, Partido Revolucionario Democrático (PRD). A la vez, se evidenciaron características nocivas y denunciadas, como la represión armada, la censura de la prensa impresa y las desapariciones de opositores políticos al principio de dicho gobierno. Los Tratados Torrijos-Carter firmados en 1977, exigieron al régimen (llamado "el proceso" por sus militantes) la democratización, su acuartelamiento y la convocatoria a elecciones. 
Hacia 1978, el general Torrijos abandonó el poder, pero mantuvo el control de la Guardia Nacional . Tras su muerte en un extraño accidente  aéreo el 31 de julio de 1981, -donde el principal sospechoso fue la CIA por no acceder a las exigencias del Banco Mundial- la Guardia Nacional se vio envuelta en una lucha por el poder entre los mandos militares involucrados. El Coronel Florencio Flores tomó posesión del cargo de comandante en jefe por unos meses, hasta que tras una conspiración entre altos oficiales del Estado Mayor lo derrocan enviándolo a retiro. Ante esto los oficiales conspiradores crean un acuerdo de sucesión a la comandancia conocido como plan Torrijos en el cual el primero en ascender a la comandancia sería el teniente coronel Rubén Darío Paredes, luego seguirá el teniente coronel Armando Contreras, seguiría el teniente coronel Manuel Antonio Noriega y culminaría con el teniente coronel Roberto Díaz Herrera, el autoproclamado general Rubén Darío Paredes Del Río decidió junto a su estado mayor llevar a cabo ciertas acciones represivas contra los medios opositores al régimen censurando algunos medios de comunicación. En una maniobra por el poder el General Paredes jubila al Coronel Armando Contreras quien ya le había llegado el tiempo para ascender a la comandancia, manteniéndose enlaces frente de la comandancia hasta 1983. 

### Proceso de Militarización de las fuerzas de defensa

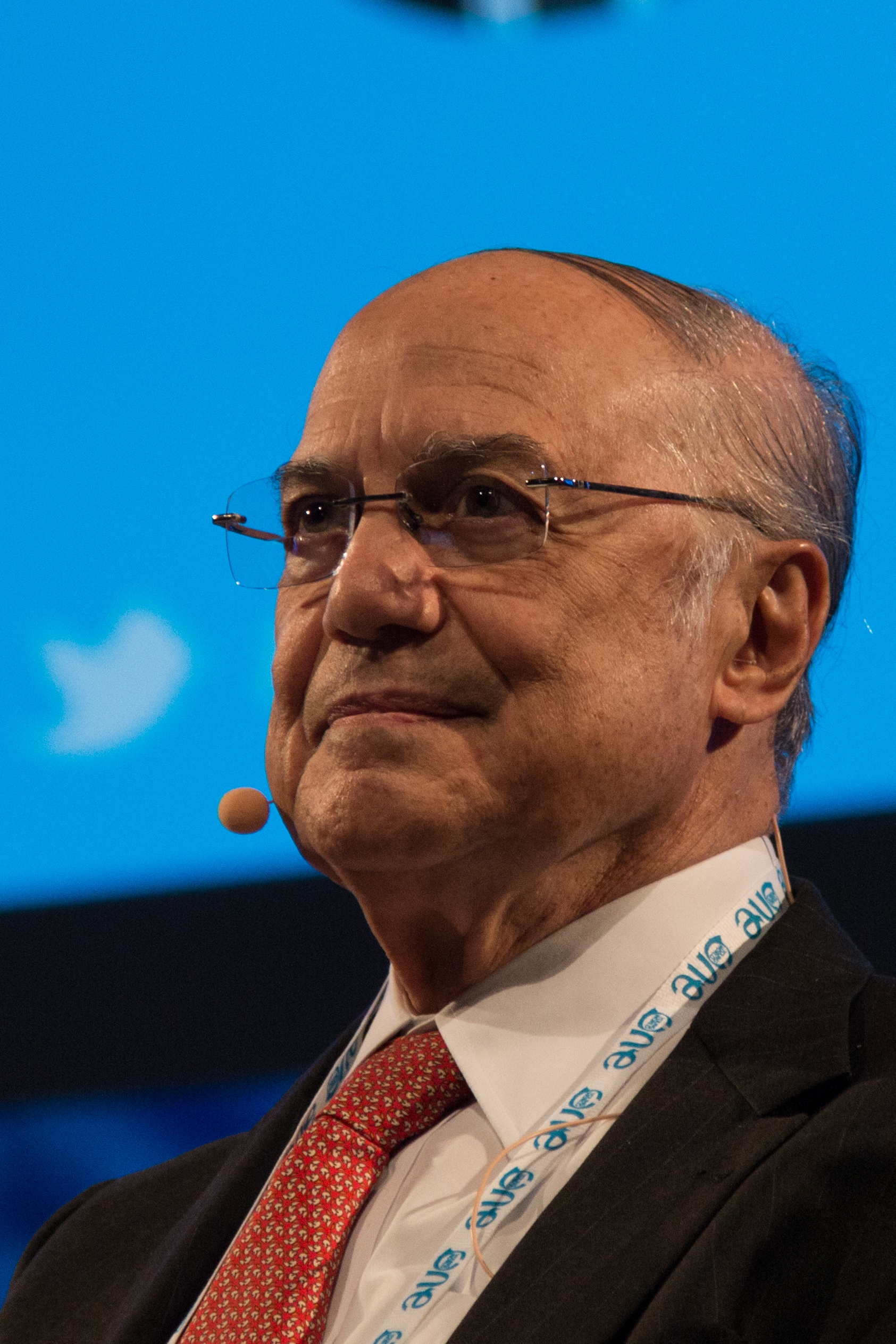
Nicolás Ardito

El 20 de agosto de 1983, el coronel Noriega fue ascendido a general y a la Comandancia de la Guardia Nacional e inició un periodo marcado por decisiones dictatoriales. Su primer decreto fue el cambio del nombre de la entidad castrense a Fuerzas de Defensa de Panamá, con la mentalidad de convertir en ejército a la policía militar para las tareas conjuntas de la defensa del Canal de Panamá junto al Ejército de los Estados Unidos. Para la reorganización de la institución castrense contó con la asesoría militar de expertos de la inteligencia israelí y de reputados militares, entre estos el coronel argentino Mohamed Alí Seineldín, veterano de la guerra de las Malvinas y, en ese entonces, agregado militar de la República Argentina en Panamá. 
Ese año se ordenó el cierre de la Escuela de las Américas, que para la CIA significó perder su mejor base en América Central. A fines de 1983 se prepararon las estrategias políticas para lanzar el candidato oficialista de las elecciones de 1984: el Coronel Noriega convence al General Paredes de acogerse a su jubilación y recibir el apoyo del Estado y las Fuerzas de Defensa para aspirar a la presidencia. Luego, Paredes es traicionado, ya que la Comandancia y el PRD lanzan en el último momento a Nicolás Ardito Barletta como el candidato oficial. Una vez orquestado el fraude electoral por decreto presidencial, Noriega es ascendido a General.

### Golpe militar del 3 de octubre de 1989
El 3 de octubre de 1989 se planeó un golpe militar, en el cual algunos oficiales, al mando del teniente coronel Moisés Giroldi Vera, trataron de derrocar al general Noriega, pero 9 oficiales murieron en el intento. Giroldi y sus subalternos tenían la intención de poner fin al embargo económico impuesto por Estados Unidos, negociar con el ejército norteamericano una solución política a una acción bélica y crear una comisión que revisara el resultado de las elecciones de 1989, las cuales fueron anuladas para entregar la presidencia al verdadero ganador, en este caso al partido político ADO Civilista, encabezado por Guillermo Endara, Ricardo Arias Calderón y Guillermo Ford. Esto supondría retirar al general Noriega y todo su estado mayor, ya que algunos coroneles tenían más de 12 años de jubilados y seguían en sus puestos, ganando altos salarios, en contraste con las tropas que no llegaban a cobrar más de B/. 250 al mes.

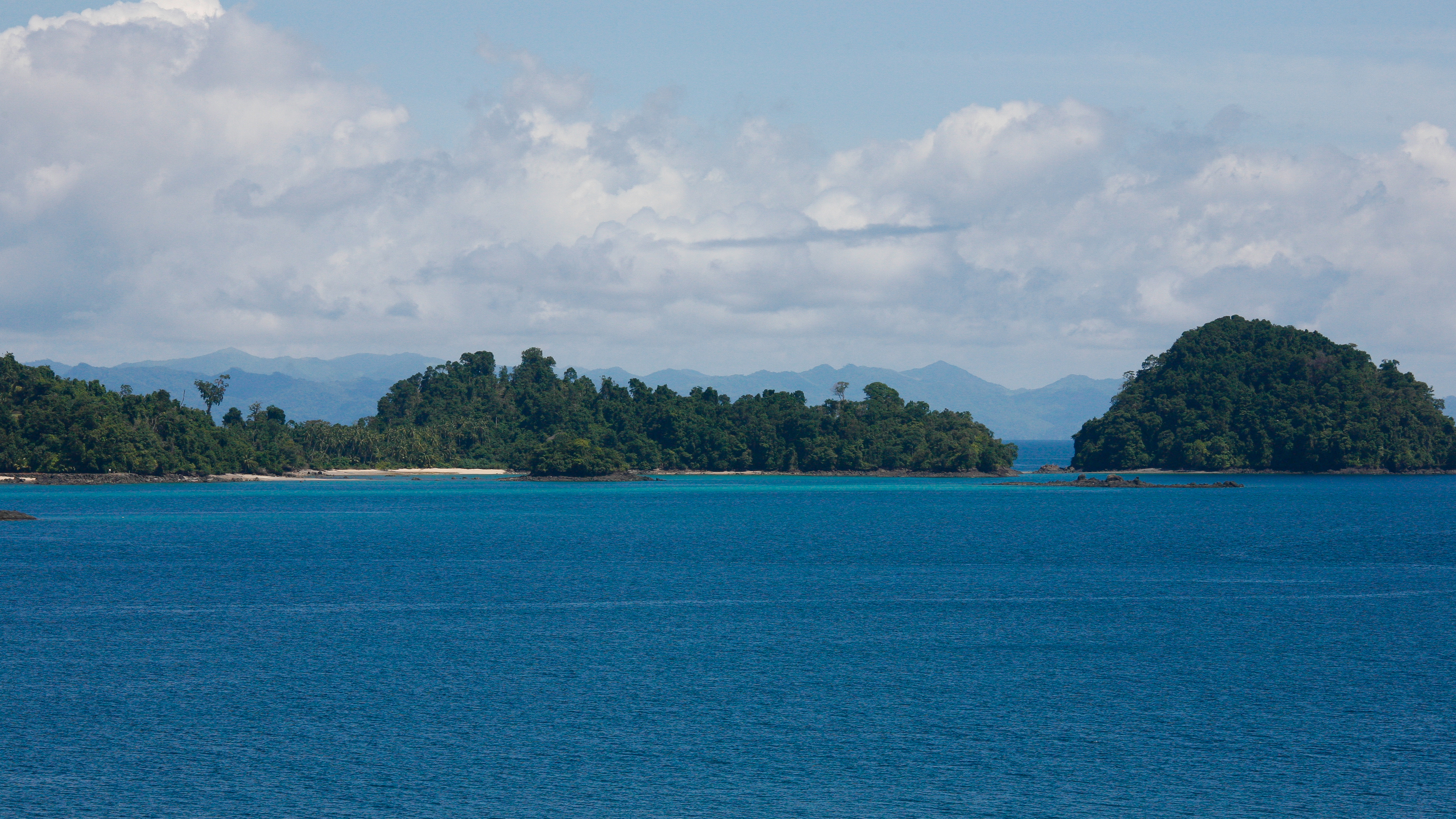
Isla de Coiba, a donde fueron llevados algunos de los golpistas.

Con la finalidad de limpiar la deteriorada imagen de las Fuerzas de Defensa se decidió retirar a Noriega, pero no contaban con que el general ya tenía planes de contraataque al cambiar el poder. Los eventos llevaron a acciones terroristas, como la contaminación con cianuro de la potabilizadora de Chilibre, para luego culpar a los estadounidenses de dicha acción. En contra de este plan estaban el Teniente coronel Moisés Giroldi Vera y sus seguidores, que obviamente lo rechazaron. Moisés Giroldi fue capturado junto a otros 400 policías y soldados golpistas y enviados a Fuerte Cimarrón, la escuela de formación militar básica de Panamá, para luego ser remitidos a la Cárcel de Tinajitas y al Coiba, donde muchos fueron torturados y fueron posteriormente ejecutados. El general Manuel Antonio Noriega ordenó a todos los cuarteles entregar las armas de grueso calibre, que fueron almacenadas en contenedores bajo custodia del G-2 al mando el Coronel Luis Córdoba.

### Fin de las Fuerzas de Defensa de Panamá
Para el 20 de diciembre de 1989 las Fuerzas de Defensa de Panamá ya se habían desarrollado como institución de tipo guerrillera y propagandista, más que un ejército regular, debido a la inestabilidad militar causada por el intento de golpe de Giroldi. Su componente armado el día de la invasión estadounidense contaba con más de 11 000 hombres en 11 compañías de combate y 3 batallones, muy mal armados. Tras su disolución, quedaron en los cuarteles algunos fusiles AK-47 con pocas municiones y viejos M-16 A1 y T-65, armas cortas como UZI y escopetas Calibre 12.
Su poder de fuego estaba limitado para hacerle frente a los estadounidenses no más de dos horas. Además el estado mayor se desintegró y no pudo organizar un plan de, por lo menos, una guerra de guerrillas ante tal acción. La superioridad de fuego aéreo con que contaban las fuerzas invasoras -como los helicópteros de combate AH-64 Apache y UH-60 Black Hawk-, neutralizó cualquier fuego de artillería diurno y nocturno, sumando también los ataques del AC-130 y de los modernos e invisibles al radar F-117 y B-2,, todo lo cual causó también la muerte de civiles cuya cifra no ha podido aún ser calculada. Aún con todo esto en contra, las Fuerzas de Defensa establecieron una resistencia. Sin embargo, ciudadanos panameños se convirtieron en delatores, informando al ejército estadounidense la ubicación de los depósitos de armas, el personal clave y colaboradores del General Noriega.

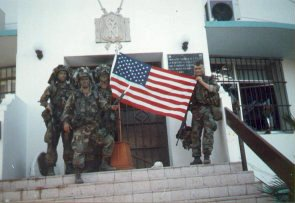
Soldados estadounidenses sosteniendo una bandera estadounidense en La Comandancia General de las Fuerzas de Defensa de Panamá.

El Consejo de seguridad de las Naciones Unidas y los países firmantes de la Convención de Ginebra criticaron severamente el uso por parte de Estados Unidos de armas de alta tecnología contra fuerzas convencionales mal equipadas y cuerpos de policía civil, como bombas teledirigidas y armas láser; además de la violación de la soberanía de un país miembro de la ONU.
Unidades como los Macho de Monte, comandadas por el Mayor Gonzalo González, y el Batallón Paz y Batallón Cémaco, fueron diseñadas para la lucha de contrainsurgencia; a diferencia de unidades como el Batallón 2000 y el Batallón de Policía Militar, que fueron concebidos para la defensa del Canal de Panamá y que sí combatieron escaramuzas en Río Hato, Tinajitas, Tocumen y San Miguelito.
El ejército estadounidense atacó sin contemplaciones los puestos y retenes de patrullas de caminos (policía de tránsito y seguridad vial), cobrando las vidas de simples unidades de policía que no tenían armas de guerra. Existen fotografías que muestran garitas de este cuerpo impactadas por disparos provenientes de armas de fuego continuo (ametralladoras M60 de calibre 7,62x51 OTAN). Además, fueron encontrados muchos policías ejecutados con tiros de gracia, principalmente con disparos en la nuca.
Estas afirmaciones son también sostenidas por testimonios de jornaleros hondureños que descargaron bolsas plásticas con cadáveres llevadas desde Panamá a la base de Comayagua en Honduras días después de la invasión en un avión AC-130 y pudieron ver, en algunas bolsas rotas, insignias de las fuerzas panameñas. Estos testimonios coinciden con las fotos tomadas por el también asesinado reportero español Juantxu Rodríguez, muerto por disparos de una tanqueta frente al Hotel Marriott (hoy Hotel Sheraton).

### Tras el nuevo gobierno democrático post-invasión

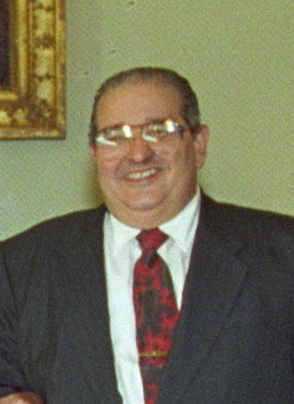
Guillermo Endara Galimany como presidente de Panamá en 1993.

Al ser desmanteladas las Fuerzas de Defensa, el gobierno de Guillermo Endara (1989-1994) se encargó de formar una nueva institución con la ayuda del ejército norteamericano, el cual proporcionó los primeros uniformes caqui. La fuerza, de vocación inicialmente policial, fue adscrita a la Fuerza Pública, idealizada por el entonces vicepresidente Ricardo Arias Calderón. El nuevo gobierno la organizó como fuerza policial del estado panameño, subordinada al poder ejecutivo; llamándola Policía Nacional con la finalidad explícita de brindar protección a la vida, honra y bienes de los nacionales donde quiera se encuentren y de los extranjeros bajo la jurisdicción de su territorio. Se designó al cargo como primer jefe de éste cuerpo policial al Coronel Roberto Armijo.
Con el fin de otorgarle fundamentos legales a la nueva organización policial se expidió el Decreto Ejecutivo n.º 38 del 10 de febrero de 1990, mediante el cual fue organizada las Fuerzas Públicas de Panamá, uno de cuyos componentes es la Policía Nacional. El Ejecutivo nombró como Director de esa Fuerza al coronel Eduardo Herrera Hassan. Luego, Herrera Hassán es destituido bajo cargos de conspiración en el mes de agosto, reemplazándolo el teniente coronel Fernando Quezada, quien a su vez fue destituido en octubre del mismo año, al entablar una discusión pública con el director de un diario. Herrera Hassán intenta dar un golpe de Estado el 5 de diciembre de 1990, dando como consecuencia final al nivel de oficiales superiores en la institución, solo permitiendo el mantenimiento de dicho escalafón hasta el grado de Mayor. En su lugar fue nombrado el licenciado Ebrahim Asvat.

## Fuerza
Para el año 1989, las Fuerzas de Defensa de Panamá, contaban con unos 16.000 efectivos y unos 3.800 reservistas, redistribuidos entre tres batallones de combate y ocho compañías de infantería, y las unidades de fuerzas especiales. Para ese año, las fuerzas de Defensa de Panamá, se habían desarrollado como institución de tipo guerrillera y propagandística.

## Entrenamiento
Durante los primeros años de la Guardia Nacional de Panamá no había un entrenamiento muy especializado de las unidades, después de la firma de los Tratados Torrijos-Carter en 1977, y durante una visita del general Omar Torrijos a Israel, Israel se comprometía a dar entrenamiento especializado a los miembros de la Guardia Nacional de Panamá en su territorio, esto, por medio del ministro de relaciones exteriores israelí de ese entonces, Moshé Dayan.
Cuando la Guardia Nacional de Panamá es reformada como las Fuerzas de Defensa de Panamá en 1983, se recibió asesoría por parte de militares expertos de la inteligencia israelí y reputados militares.

## Grados Militares
La Ley n.º 20, del 30 de septiembre de 1983 de la Gaceta Oficial de la República de Panamá, dictaba la ley orgánica de las Fuerzas de Defensa, en la cual se hace mención en el artículo 24, de la clasificación por profesión de los grados militares de las Fuerzas de Defensa, la misma dictaba el siguiente orden:
| N.º | Grupo de Rango                                                        | Grado Militar                                                         | Rango                                                                 |
| --- | --------------------------------------------------------------------- | --------------------------------------------------------------------- | --------------------------------------------------------------------- |
| 1   | Oficiales Generales                                                   | General de Fuerzas                                                    |                                                                       |
| 2   | Oficiales Generales                                                   | General de Ejército                                                   |                                                                       |
| 3   | Oficiales Generales                                                   | General de Cuerpo                                                     |                                                                       |
| 4   | Oficiales Generales                                                   | General de División                                                   |                                                                       |
| 5   | Oficiales Generales                                                   | General de brigada                                                    |                                                                       |
| 6   | Oficiales de Campo                                                    | Coronel                                                               |                                                                       |
| 7   | Oficiales de Campo                                                    | Teniente coronel                                                      |                                                                       |
| 8   | Oficiales de Campo                                                    | Mayor                                                                 |                                                                       |
| 9   | Oficiales Subalternos                                                 | Capitán                                                               |                                                                       |
| 10  | Oficiales Subalternos                                                 | Teniente                                                              |                                                                       |
| 11  | Oficiales Subalternos                                                 | Subteniente                                                           |                                                                       |
| 12  | Suboficiales Senior                                                   | Sargento de Primera                                                   |                                                                       |
| 13  | Suboficiales Senior                                                   | Sargento de Segunda                                                   |                                                                       |
| 14  | Suboficiales Junior                                                   | Cabo Primero                                                          |                                                                       |
| 15  | Suboficiales Junior                                                   | Cabo Segundo                                                          |                                                                       |
| 16  | Alistado                                                              | Agente                                                                | Sin insignia                                                          |
| 17  | Alistado                                                              | Ayudante                                                              | Sin insignia                                                          |
| 18  | Alistado                                                              | Ordenanza                                                             | Sin insignia                                                          |
| 19  | Las plazas son llenadas de acuerdo a las necesidades institucionales. | Las plazas son llenadas de acuerdo a las necesidades institucionales. | Las plazas son llenadas de acuerdo a las necesidades institucionales. |

### Escalafón Militar
El escalafón militar de las Fuerzas de Defensa de Panamá se ordenaba de la siguiente forma:
| Número | Escalafón             |
| ------ | --------------------- |
| 1.     | General de Brigada    |
| 2.     | Coronel               |
| 3.     | Jefe del Estado Mayor |
| 4.     | Teniente coronel      |
| 5.     | Mayor                 |
| 6.     | Capitán               |
| 7.     | Teniente              |
| 8.     | Subteniente           |
| 9.     | Sargento              |
| 10.    | Corporal              |
| 11.    | Tropa                 |

## Regiones Militares
Las Fuerzas de Defensa de Panamá estaban organizadas por regiones militares, y a su vez, en zonas militares, las cuales en conjunto abarcaban una cierta zona del país para su organización, en total eran 4 regiones militares y 12 zonas militares, comandadas por un mayor o un teniente coronel.
| Región Militar         | Cobertura                                                                                     | Zona Militar     | Cobertura                            |
| ---------------------- | --------------------------------------------------------------------------------------------- | ---------------- | ------------------------------------ |
| Primera Región Militar | - Provincia de Panamá - Provincia Panamá Oeste y Colón - Distrito Especial San Miguelito      | 1° Zona Militar  | Provincia de Panamá                  |
| Primera Región Militar | - Provincia de Panamá - Provincia Panamá Oeste y Colón - Distrito Especial San Miguelito      | 2° Zona Militar  | Provincia de Colón                   |
| Primera Región Militar | - Provincia de Panamá - Provincia Panamá Oeste y Colón - Distrito Especial San Miguelito      | 10° Zona Militar | Provincia de Panamá Oeste y Chorrera |
| Primera Región Militar | - Provincia de Panamá - Provincia Panamá Oeste y Colón - Distrito Especial San Miguelito      | 11° Zona Militar | Distrito Especial San Miguelito      |
| Segunda Región Militar | - Provincia de Darién - Comarca de San Blas                                                   | 9° Zona Militar  | Provincia de Darién                  |
| Segunda Región Militar | - Provincia de Darién - Comarca de San Blas                                                   | 12° Zona Militar | Comarca de San Blas                  |
| Tercera Región Militar | - Provincia de Veraguas - Provincia de Coclé - Provincia de Herrera - Provincia de Los Santos | 3° Zona Militar  | Provincia de Veraguas                |
| Tercera Región Militar | - Provincia de Veraguas - Provincia de Coclé - Provincia de Herrera - Provincia de Los Santos | 4° Zona Militar  | Provincia de Herrera                 |
| Tercera Región Militar | - Provincia de Veraguas - Provincia de Coclé - Provincia de Herrera - Provincia de Los Santos | 6° Zona Militar  | Provincia de Coclé                   |
| Tercera Región Militar | - Provincia de Veraguas - Provincia de Coclé - Provincia de Herrera - Provincia de Los Santos | 7° Zona Militar  | Provincia de Los Santos              |
| Cuarta Región Militar  | - Provincia de Chiriquí - Provincia de Bocas del Toro                                         | 5° Zona Militar  | Provincia de Chiriquí                |
| Cuarta Región Militar  | - Provincia de Chiriquí - Provincia de Bocas del Toro                                         | 8° Zona Militar  | Provincia de Bocas del Toro          |

## Estructura

### Fuerza Terrestre Panameña
Como cuerpo de ejército, sus miembros se consideraban como policías y soldados al mismo tiempo. Llegó a tener hasta 1989 un total de 16300 efectivos y cerca de 3800 reservistas y colaboradores civiles llamados los Batallones de la Dignidad, formados en apoyo a la posible invasión de un país extranjero.
Las Fuerzas de Defensa de Panamá, tenían tres batallones de combate y ocho compañías de infantería, más las unidades de fuerzas especiales. Cada zona militar contaba con uno o dos pelotones de reacción. El país estaba dividido en doce zonas militares, las cuales estaban dirigidas generalmente por un mayor o un teniente coronel.
Como armamento, la infantería disponía de cincuenta cañones livianos, ochocientos morteros pesados y mil livianos; cincuenta Ametralladoras Antiaéreas KPV 14,5 x 114 Rusas (conocidas como "4 Bocas"), vehículos blindados V150 y V300. La infantería estaba armada con fusiles rusos AK-47, AKM y lanzagranadas propulsados por cohete RPG-7 y RPG-18, además de armas estadounidenses tales como el M16-A1, ametralladoras M-60 y pistolas de servicio calibre .45. Otro aspecto importante es que entre este parque destacaba la existencia de armas antiaéreas ZU-23-4 y ZU-23-2, versiones de fabricación china, y 4 morteros de calibre 120 mm.

### Unidades Principales
| Batallón        | Ubicación             |
| --------------- | --------------------- |
| Batallón 2000   | Provincia de Panamá   |
| Batallón Cémaco | Provincia del Darién  |
| Batallón Paz    | Provincia de Chiriquí |

| Imagen | Compañía                                                           | Función                          |
| ------ | ------------------------------------------------------------------ | -------------------------------- |
|        | Primera Compañía de Infantería y apoyo de fuego Tigres de Tinajita |                                  |
|        | Segunda Compañía de Infantería Pumas de Tocumen                    | Aerotransportada                 |
|        | Tercera Compañía de Infantería Diablos Rojos de Chiriquí           | Apoyo al Batallón Paz            |
|        | Cuarta Compañía de Infantería Urraca                               | Custodia del Estado Mayor        |
|        | Quinta Compañía de Infantería Victoriano Lorenzo                   | Custodiar la Seguridad del Canal |
|        | Sexta Compañía de Infantería Expedicionaria                        | Mecanizada                       |
|        | Séptima Compañía de Infantería Macho de Monte                      | Escolta del Comandante           |
|        | Octava Compañía de Policía Militar y Batallón del Atlántico        |                                  |

### Unidades de apoyo logístico
- DENI - Departamento Nacional de Investigaciones para interrogatorios, criminalística y espionaje. Dirigida por Nivaldo Madriñán,
- G-2 Sección de Inteligencia y contrainteligencia. Dirigida por los coroneles Wong, Purcell y Luis "Papo" Córdoba en 1989,
- Acción cívica: sección de obras de ingeniería militar, compuesta por reservistas,
- UESAT: Unidades Especiales de Seguridad Antiterrorista,
- Batallón de la Dignidad: Milicia popular creada en 1988, con apego al precepto constitucional que señala que:"Todos los panameños están obligados a tomar las armas para defender la independencia nacional y la integridad territorial del Estado" (Art.310), formada por voluntarios de todas las clases sociales, en orden a colaborar en la defensa nacional ante la inminencia de una invasión militar extranjera a Panamá, hecho que se suscitó en diciembre de 1989,
- CODEPADI: Cuerpo de protección civil, creado en atención a coadyuvar en caso de una invasión militar extranjera a Panamá. Comisión para la Defensa de la Patria y la Dignidad - Formado principalmente por Funcionarios Públicos,
- Centuriones: Antimotines y cuerpo de apoyo operativo,
- Dóberman: Antimotines,
- Patrulla de Caminos: Fuerza policial para las operaciones de tránsito.

### Fuerzas Especiales
El Grupo de Operaciones Especiales denominados «Especialistas», era un grupo con raíces y doctrina del Ejército Español[cita requerida], donde el General Manuel Antonio Noriega mediante enlaces internacionales coordinaron y planificaron un curso de comandos en el año 1984, denominado Curso de Comando de Operaciones Especiales. Eran 6 meses de entrenamiento para ser llamado «Especialista», e ingresar al grupo de fuerzas especiales G.O.E. el mismo Estaba compuesto por la Unidad de Explosivos, la Unidad de Hombres Rana, la Unidad de Comandos, la Unidad de Paracaidistas, Unidad de Paramedicos de Combate, Unidad de Francotiradores, la Escuela de Comandos y Operaciones Especiales (ECOE) y la UESAT (Unidad Especial Antiterrorista) y de Contrainteligencia.

Escárpela aeronáutica utilizada por la Fuerza Aérea Panameña.

### Fuerza Aérea Panameña
La Fuerza Aérea Panameña (FAP), también conocida como "Los Gallinazos", estaba compuesta por una escuadrilla de helicópteros y una de ala fija. 15 helicópteros que eran en su mayoría tipo Huey o UH-1N artillados con ametralladoras M60 y un Eurocopter AS 332 Super Puma. La escuadrilla de ala fija estaba compuesta por aeronaves T-35 Pillán, Cessna, Twin Otter, CASA CN-235, llamado por la FAP en nombre clave "Elektra", usado para las fuerzas paracaidistas e infantería,
CASA C-212 Aviocar, Cessna 208 Caravan y un Boeing 727.

### Fuerza Naval Panameña

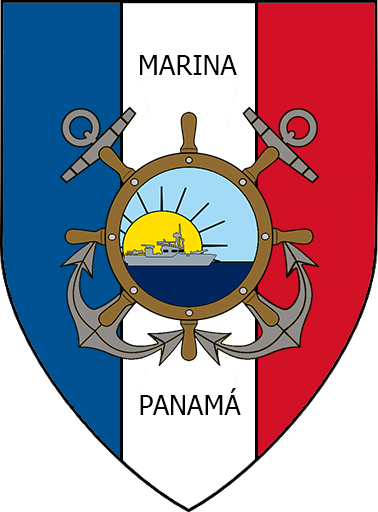
Escudo de la Fuerza de Marina Nacional.

La Marina Nacional había sido creada en el año 1969 y tenía su sede en Fuerte Amador, estaba compuesta por un grupo reducido de patrulleros y unidades de desembarco. Esta entidad estaba encargada de vigilar las fronteras marítimas y el litoral panameño, a menudo trabajaba en conjunto con la Fuerza Aérea Panameña para llevar a cabo las operaciones de búsqueda y rescate, y también se encargaba de suministrarle el transporte marítimo al resto de unidades de las Fuerzas de Defensa de Panamá. La Marina Nacional también colaboraba con la Armada de Estados Unidos para llevar a cabo operaciones conjuntas respecto a la seguridad y defensa del canal de Panamá. Contaba también con una Compañía de Infantería de Marina. Su jefe fue el almirante Roberto Armijo.
La Fuerza de Marina Nacional estaba compuesta por dos flotas marítimas las cuales cada una tenía una sede propia:
- Flota del Atlántico: Con sede en la Base Naval de Coco Solo.
- Flota del Pacifico: Con sede en Puerto Balboa.

## Armamento

### Equipamiento

#### Pistolas
- M1911 pistola semiautomática,  Estados Unidos

#### Fusiles de asalto
- AK-47 fusil de asalto,  Unión Soviética
- AKM fusil de asalto,  Unión Soviética
- M16 fusil de asalto,  Estados Unidos

Ametralladoras
- KPV 14,5 ametralladora pesada,  Unión Soviética
- M60 ametralladora de propósito general,  Estados Unidos

#### Lanzagranadas
- RPG-7 granada propulsada por cohete,  Unión Soviética
- RPG-18 granada propulsada por cohete,  Unión Soviética

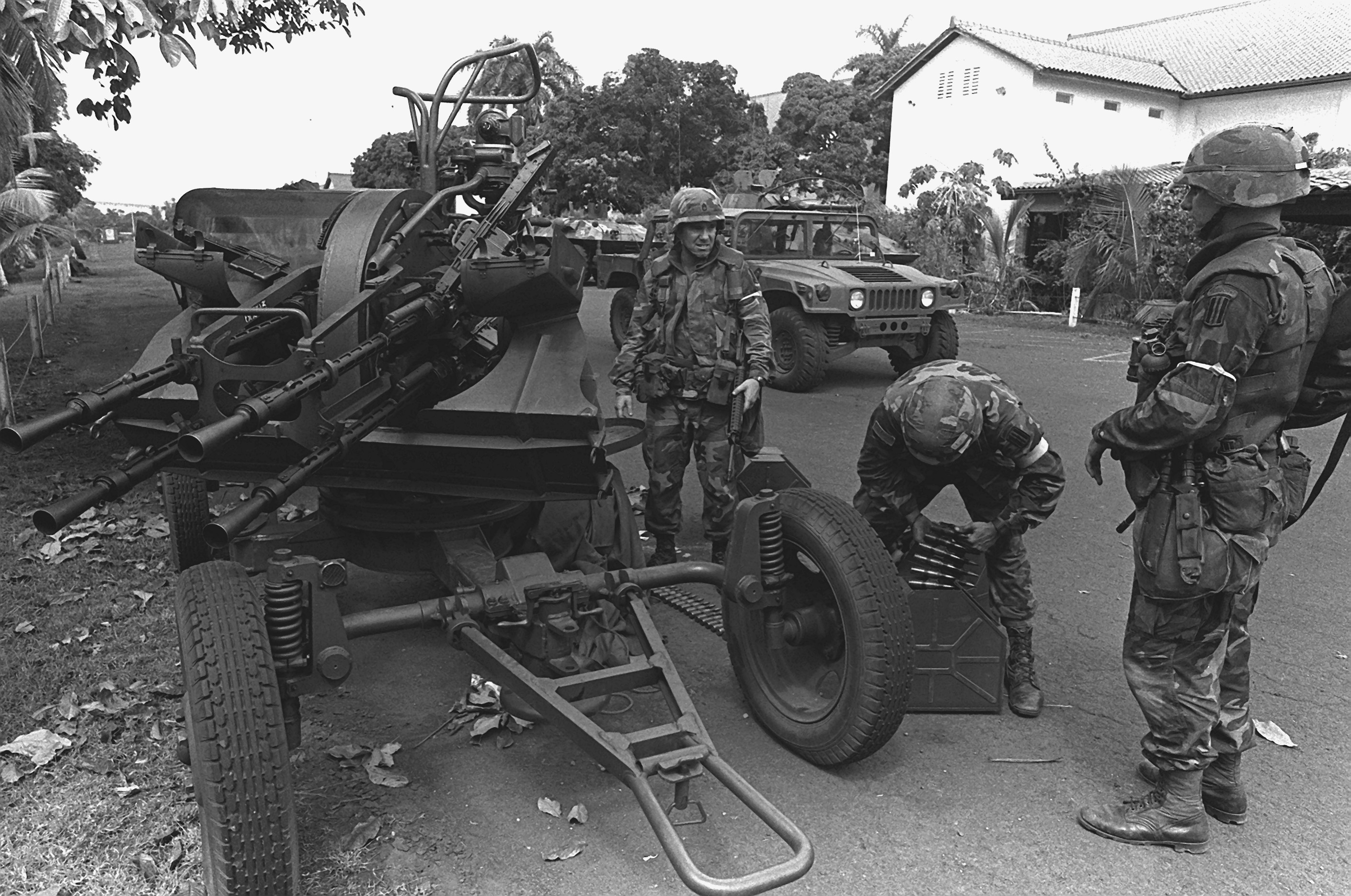
Soldados estadounidenses inspeccionando un ZPU-4 de fabricación soviética que fue abandonado por las Fuerzas de Defensa de Panamá.

### Artillería

#### Cañones
- ZPU-4 sistema antiaéreo,  Unión Soviética

- ZSU-23-2 cañón automático doble,  Unión Soviética

### Vehículos
- 12 V150 automóvil blindado,  Estados Unidos[10]
- 12 V300 automóvil blindado,  Estados Unidos[10]
- Numero desconocidos de Gurgel Xavante X12M automóvil Utilitario,  Brasil[10]

### Unidades navales
- Grupo reducido de patrulleros y unidades de desembarco.

### Unidades Aéreas

#### Helicópteros
- UH-1N helicópteros utilitarios,  Estados Unidos
- AS332 Super Puma helicóptero utilitario,  Francia

#### Aviones
- T-35 Pillán avión de entrenamiento,  Chile
- Aviones Cessna,  Estados Unidos
- Twin Otter, avión utilitario,  Canadá
- CASA CN-235, avión de transporte táctico,  España
- CASA C-212, avión de transporte táctico,  España
- Cessna 208, avión utilitario,  Estados Unidos
- Boeing 727, avión utilitario,  Estados Unidos